# Apelicão
Apelicão (em grego:  Ἀπελλικῶν) (morto c. 84 a.C.) foi um nativo rico de Teos, mais tarde um cidadão ateniense, famoso colecionador de livros do século I a.C.

## Vida
Apelicão não apenas gastou grandes somas em dinheiro na aquisição de sua biblioteca, mas roubou documentos originais dos arquivos de Atenas e de outras cidades da Grécia. Ao ser descoberto, fugiu, a fim de escapar da punição, mas retornou quando Ateníon (ou Aristíon), um adversário ferrenho dos romanos, fez-se tirano da cidade com a ajuda de Mitrídates. Ateníon o enviou com alguns soldados a Delos, para saquear os tesouros do templo, mas ele demonstrou pouca capacidade militar. Foi surpreendido pelos romanos sob o comando de Oróbio (ou Órbio), e só salvou sua vida fugindo. Morreu um pouco depois, provavelmente em 84 a.C.

## Biblioteca
A principal atividade de Apelicão era a coleção de livros raros e importantes. Ele comprou da família de Neleu de Escépsis na Trôade, manuscritos das obras de Aristóteles e Teofrasto (incluindo suas bibliotecas), que haviam sido dados a Neleu pelo próprio Teofrasto, que foi mestre de Neleu. Eles estavam escondidos em um porão para evitar que caíssem nas mãos dos príncipes colecionadores de livros de Pérgamo, e estavam em mau estado de conservação. Apelicão era mais um amante dos livros do que um filósofo; tentando restaurar as cópias danificadas, ele fez novas, preenchendo as lacunas incorretamente, e as publicou cheias de erros. Em 84 Sula transferiu a biblioteca de Apelicão para Roma. Lá os manuscritos foram entregues para o gramático Tiranião de Amisos, que efetuou cópias deles, com base nas quais, o filósofo peripatético Andrônico de Rodes preparou uma edição das obras de Aristóteles.
A biblioteca de Apelicão continha uma antiga cópia notável da Ilíada. É dito que ele publicou uma biografia de Aristóteles, na qual as calúnias de outros biógrafos foram refutadas.